# Tècnica Levallois

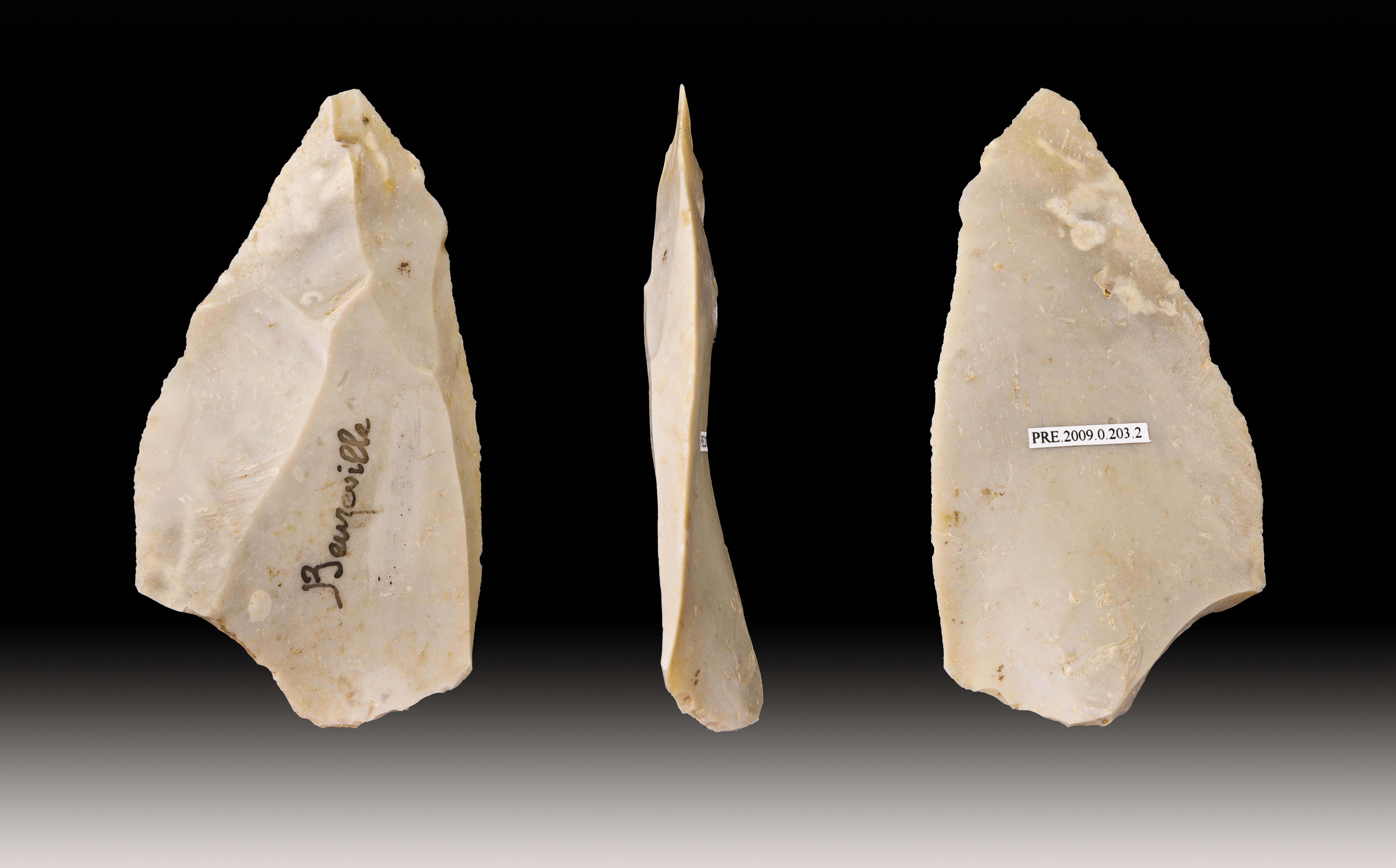
Puntes Levallois - Beuzeville

Animació del procediment Levallois per a fer estris de pedra en la prehistòria

Es coneix amb el nom de tècnica Levallois el procediment emprat en la indústria lítica de part del Paleolític. Fou batejada amb el nom del jaciment parisenc de Levallois-Perret, on per primera vegada es trobaren mostres d'aquesta tècnica. Pròpia dels períodes o cultures de l'acheulià i mosterià (pels humans del Neanderthal) del Paleolític, encara que perdurà també en el Paleolític superior. Es caracteritza per l'obtenció de trossos o estelles, procedents d'una forma ja predeterminada a partir d'un nucli de pedra, mitjançant unes extraccions realitzades des de fora cap endins, a fi de contornejar-los. S'obtingueren ganivets de pedra o peces més menudes com, per exemple, les anomenades puntes Levallois.